# Amadou Onana
Amadou Ba Zeund Georges Mvom Onana (* 16. srpna 2001 Dakar) je belgický profesionální fotbalista, který hraje na pozici defensivního či středního záložníka za anglický klub Aston Villa a za belgickou reprezentaci.

## Klubová kariéra
Onana je kamerunského a senegalského původu.

### Hamburger SV
Onana se v polovině roku 2020 připojil k německému klubu Hamburger SV, se kterým podepsal smlouvu do roku 2024. Za klub debutoval 14. září 2020 v prvním kole DFB-Pokalu 2020/21, když nastoupil jako střídající hráč do utkání proti třetiligovému Dynamu Drážďany. V 89. minutě zápasu se střelecky prosadil, nicméně prohře 1:4 zabránit nedokázal. V červnu 2021 měl pozitivní test na covid-19 a musel do dvoutýdenní karantény.

### Lille
V srpnu 2021 Onana přestoupil do Lille, s nímž podepsal pětiletý kontrakt. V sezóně 2021/22 nastoupil do 32 ligových zápasů a jednou skóroval. Na konci sezóny 2021/22 o Onanu usilovně stál anglický West Ham United.

### Everton
Onana však 9. srpna 2022 podepsal pětiletou smlouvu s jiným anglickým klubem, a to s Evertonem. Liverpoolský klub za belgického záložníka zaplatil asi 33 milionů liber. Svůj první gól v Premier League Onana vstřelil 14. ledna 2023, a to, když se prosadil při domácí porážce 1:2 se Southamptonem. 4. února pak odehrál celé utkání proti dosavadnímu lídru tabulky Premier League Arsenalu a svým skvělým výkonem přispěl k překvapivé výhře 1:0.

## Reprezentační kariéra
Dne 18. května 2022 byl Onana poprvé povolán do belgické reprezentace. Onana debutoval 3. června 2022 proti Nizozemsku. 10. listopadu 2022 byl Onana zařazen do 26členného týmu pro mistrovství světa ve fotbale 2022 v Kataru.

## Statistiky

### Klubové
K 4. únoru 2023
| Klub         | Sezóna  | Liga           | Liga   | Liga | Národní pohár | Národní pohár | Ligový pohár | Ligový pohár | Evropské poháry | Evropské poháry | Celkem | Celkem |
| Klub         | Sezóna  | Liga           | Zápasy | Góly | Zápasy        | Góly          | Zápasy       | Góly         | Zápasy          | Góly            | Zápasy | Góly   |
| ------------ | ------- | -------------- | ------ | ---- | ------------- | ------------- | ------------ | ------------ | --------------- | --------------- | ------ | ------ |
| Hamburger SV | 2020/21 | 2. Bundesliga  | 25     | 2    | 1             | 1             | —            | —            | —               | —               | 26     | 1      |
| Lille        | 2021/22 | Ligue 1        | 32     | 1    | 2             | 2             | —            | —            | 9               | 0               | 43     | 3      |
| Everton      | 2022/23 | Premier League | 19     | 1    | 1             | 0             | 1            | 0            | —               | —               | 21     | 1      |
| Aston Villa  | 2024/25 | Premier League | 0      | 0    | 0             | 0             | 0            | 0            | —               | —               | 0      | 0      |
| Celkem       | Celkem  | Celkem         | 76     | 4    | 4             | 3             | 1            | 0            | 9               | 0               | 90     | 7      |

### Reprezentační
K 4. únoru 2023
| Belgie | Belgie | Belgie |
| Rok    | Zápasy | Góly   |
| ------ | ------ | ------ |
| 2022   | 4      | 0      |
| Celkem | 4      | 0      |